# ストロボ (漫画)
『ストロボ』は、月ノ輪航介による日本の漫画作品。『ガンガンONLINE』（スクウェア・エニックス）にて、2011年9月15日更新分から不定期連載されている。2012年9月27日の休載が発表され次回更新日は未定となっていた。2019年4月25日にガンガンONLINEより連載再開の告知がされた後、同年4月29日に最終話が掲載された。
月ノ輪は自身のTwitterにて「残念なことに書籍化も電書化の予定もありません、5月26日までの公開となっておりますのでご興味のある方はぜひに」としていたが、2019年11月に「『ストロボ』2巻ですが出版社から著作権を引き取って個人として出しています。」と主に電子書籍の自費出版として第2巻を出した。

## 書誌情報
- 月ノ輪航介 『ストロボ』 スクウェア・エニックス
  - 第1巻 2012年9月22日発行、ISBN 978-4-7575-3733-0

- 月ノ輪航介 『ストロボ』 自費出版（電子書籍（Amazon Kindle））
  - 第2巻 2019年11月12日発売、ASIN B081969GYC